# Klemens Ścierski
Klemens Ścierski (ur. 8 listopada 1939 w Lędzinach, zm. 1 listopada 2018 tamże) – polski inżynier energetyk i polityk, minister przemysłu i handlu w latach 1995–1996, poseł na Sejm II kadencji, senator V kadencji.

## Życiorys
W 1963 ukończył studia o specjalności energetyka jądrowa na Wydziale Mechanicznym Energetycznym Politechniki Śląskiej. Kształcił się następnie na kursach menedżerskich i z zakresu zarządzania. Odbył również amerykańsko-polskie studia podyplomowe z zakresu przyjaznej dla środowiska restrukturyzacji przemysłu ciężkiego.
Przez rok pracował na Politechnice Śląskiej jako asystent. W 1964 przeszedł do pracy w Elektrowni Halemba, gdzie był kierownikiem bloku i dyżurnym ruchu. W latach 1971–1978 był kierownikiem pionu remontów w Elektrowni Siersza. W latach 1978–1995 był związany z Elektrownią Łaziska, do 1983 jako dyrektor techniczny, następnie dyrektor naczelny.
Od marca 1995 do grudnia 1996 pełnił funkcję ministra przemysłu i handlu w rządach Józefa Oleksego i Włodzimierza Cimoszewicza. W 1997 powrócił do pracy w Elektrowni Łaziska (już jako Elektrownia Łaziska S.A.), gdzie był wiceprezesem zarządu i dyrektorem; od 2001 pracował jako dyrektor Południowego Koncernu Energetycznego S.A. Elektrownia Łaziska.
Był wynalazcą, autorem około 50 patentów technologicznych. Działał w Stowarzyszeniu Wynalazców i Racjonalizatorów Polskich (w tym jako wieloletni wiceprezes tej organizacji).
W latach 1993–1997 pełnił mandat poselski z ramienia Polskiego Stronnictwa Ludowego, w Sejmie należał do Komisji Ochrony Środowiska, Zasobów Naturalnych i Leśnictwa, Komisji Systemu Gospodarczego i Przemysłu oraz Komisji Integracji Europejskiej. W 1997 bez powodzenia ubiegał się o reelekcję. Ponownie znalazł się w parlamencie w grudniu 2004; objął mandat senatorski po wyborach uzupełniających w okręgu rybnickim, rozpisanych po śmierci Adama Graczyńskiego. Mandat zdobył z ramienia Unii Wolności, pod koniec kadencji należał do Koła Senackiego demokraci.pl. W 2005 nie ubiegał się o reelekcję. Został później doradcą wicepremiera i ministra gospodarki Waldemara Pawlaka.
Zmarł 1 listopada 2018; został pochowany 8 listopada w Lędzinach.

## Życie prywatne
Syn Franciszka i Moniki. Był żonaty (żona Renata), miał dwoje dzieci (Barbarę i Wojciecha).

## Odznaczenia i wyróżnienia
Ordery i odznaczenia
- 2010 – Krzyż Komandorski Orderu Odrodzenia Polski, przyznany za wybitne zasługi w działalności na rzecz Stowarzyszenia Polskich Wynalazców i Racjonalizatorów, za osiągnięcia w pracy naukowej i publicystycznej[4]
- 2003 – Odznaka honorowa „Za zasługi dla Energetyki”[5]
- 1999 – Krzyż Oficerski Orderu Odrodzenia Polski, przyznany za wybitne zasługi w kultywowaniu tradycji ruchu ludowego[6]

Nagrody i wyróżnienia
- 2007 – „Znakomity Przywódca”, wyróżnienie przyznane przez prezydium komitetu Polskiej Nagrody Jakości[7]
- 2006 – Laur Białego Tygrysa[8]
- 2003 – „Businessman Roku 2002”, tytuł przyznany przez kapitułę i zarząd Polskiego Klubu Biznesu[9]
- 2001 – Złoty Medal WIPO przyznany przez Światową Organizację Wartości Intelektualnej[10] za najlepszy projekt dotyczący ochrony środowiska: Opracowanie i wdrożenie wynalazków do redukcji szkodliwego wpływu elektrowni na środowisko naturalne